# Fachinformationsdienst Mathematik
Der Fachinformationsdienst (FID) Mathematik ist Teil der Fachinformationsdienste für die Wissenschaft der Deutschen Forschungsgemeinschaft. Er wird gemeinsam von der Niedersächsischen Staats- und Universitätsbibliothek Göttingen (SUB) und der Technischen Informationsbibliothek (TIB) in Hannover in Kooperation mit dem Mathematischen Forschungsinstitut Oberwolfach betrieben. 
Er ermöglicht es, Quellen der mathematischen Fachinformation über einen strukturierten Zugang zu nutzen und spezielle mathematische Fachliteratur zu beschaffen.
Er trat im Januar 2016 an die Stelle der beiden mathematischen Sondersammelgebiete Reine Mathematik und Angewandte Mathematik. Bis dahin war die SUB Göttingen der Sitz des Sondersammelgebiets Reine Mathematik und die TIB Hannover der Sitz des Sondersammelgebiets Angewandte Mathematik gewesen. Die Sondersammelgebiete waren Sammelschwerpunkte für wissenschaftliche Fachliteratur, die von den beteiligten Bibliotheken in Deutschland möglichst vollständig erworben wurde.
Neben den bisherigen Angeboten der Virtuellen Fachbibliothek Mathematik werden über das Portal des FID Mathematik die vom FID erworbenen Lizenzen elektronischer Ressourcen sowie ein Zugang zur Recherche im seit 1992 aus einer Übereinkunft zwischen der DMV und der SUB Göttingen entstandenen Zentralarchiv deutscher Mathematiker-Nachlässe an der SUB Göttingen angeboten und Digitalisierung von solchen Nachlässen und anderen Dokumenten zur Mathematikgeschichte betrieben.